# أنغيلي
أنغيلي (بالبرتغالية: Angeli‏) هو رسام ورسام كارتون برازيلي، ولد في 31 أغسطس 1956 في ساو باولو في البرازيل.